# Joost van den Toorn
Jacobus Petrus (Joost) van den Toorn (Amsterdam, 27 juni 1954) is een Nederlandse beeldhouwer.

## Leven en werk
Van den Toorn studeerde aan de Gerrit Rietveld Academie (1976-1980) in Amsterdam. In 1990 ontving hij de Leonardo da Vinci Award, een cultuurprijs van de Amsterdamse Rotary Club.
De verhalen die Joost van den Toorn (1954) met zijn beelden vertelt, put hij uit de westerse en niet-westerse filosofie en kunstgeschiedenis, films en pop cultuur. Door thema's als seks, religie, macht, architectuur, dieren en clowns met elkaar te verbinden brouwt hij een explosief mengsel, waardoor zijn beelden zowel ontwapenend als ook confronterend kunnen overkomen, maar zijn licht melancholische gevoel voor humor is nooit ver weg.

## Werken (selectie)
- 1991 Cirkus, Utrecht
- 1993 For whom the bell tolls, Den Haag, onderdeel van de Beeldengalerij P. Struycken
- 1994 Zigurat, Sint Annadal, Maastricht
- 1995 Zes bronzen figuratieve beelden, Heerhugowaard
- 1995 Pet of the Year, te zien in de beeldentuin van Museum de Fundatie, te Heino
- 2001 Koorddanser van Goutum, Leeuwarden op de eerste rotonde richting nieuwbouw Goutum-Noord
- 2001 Vier mythische wachters, Apeldoorn
- 2006 Donnie Darko, Rembrandthof in Hilversum[2]
- 2007 Monsieur Hulot, stadspark Amstelveen
- 2008 De Aardappelmannetjes, Zoetermeer
- 2012 Sailor, Hippocratespad Leiden, bij het L.U.M.C.
- 2018 Slavernijmonument Hoofddorp

## Fotogalerij

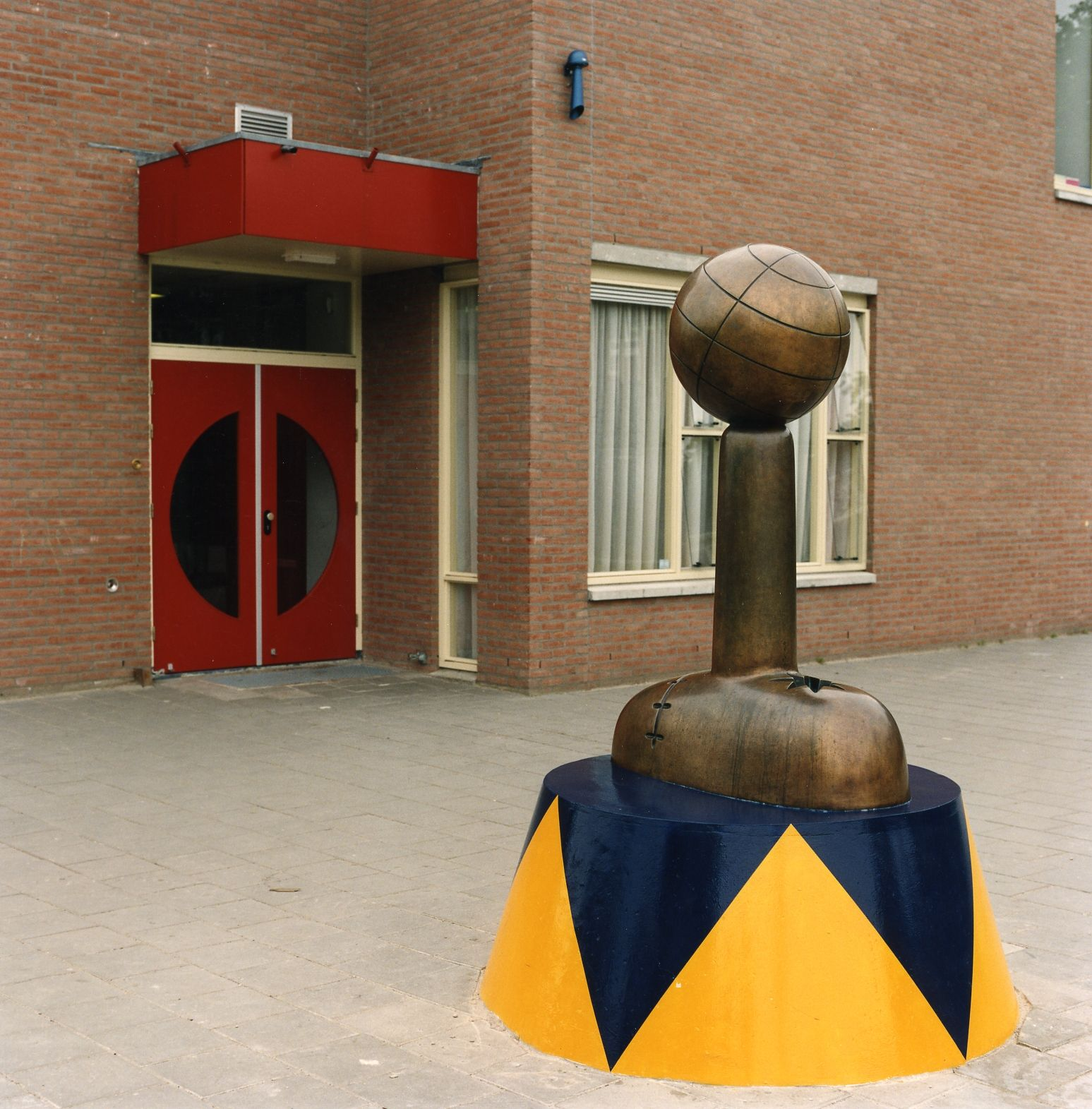
Cirkus (1991)
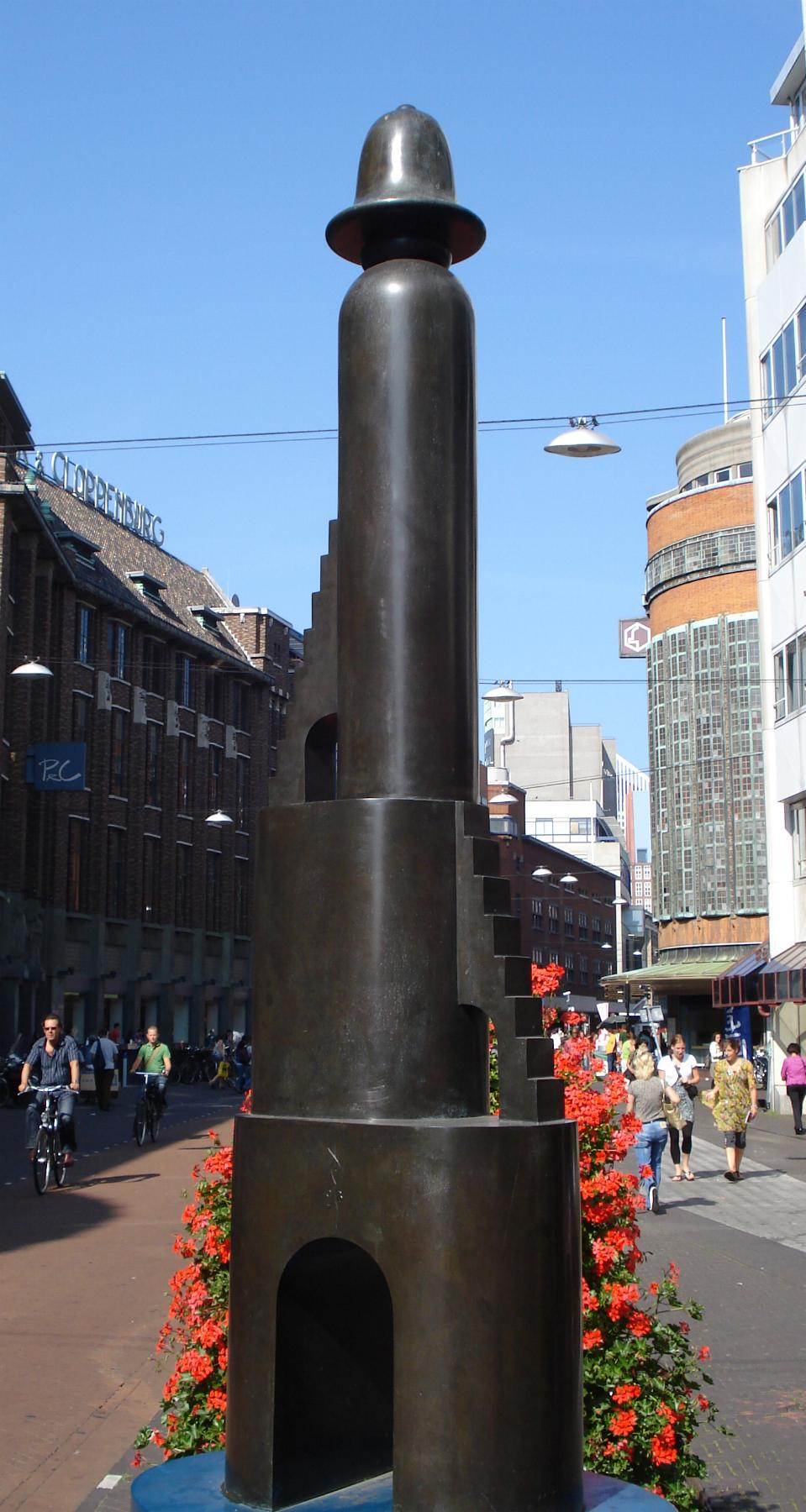
For whom the bell tolls (1993)
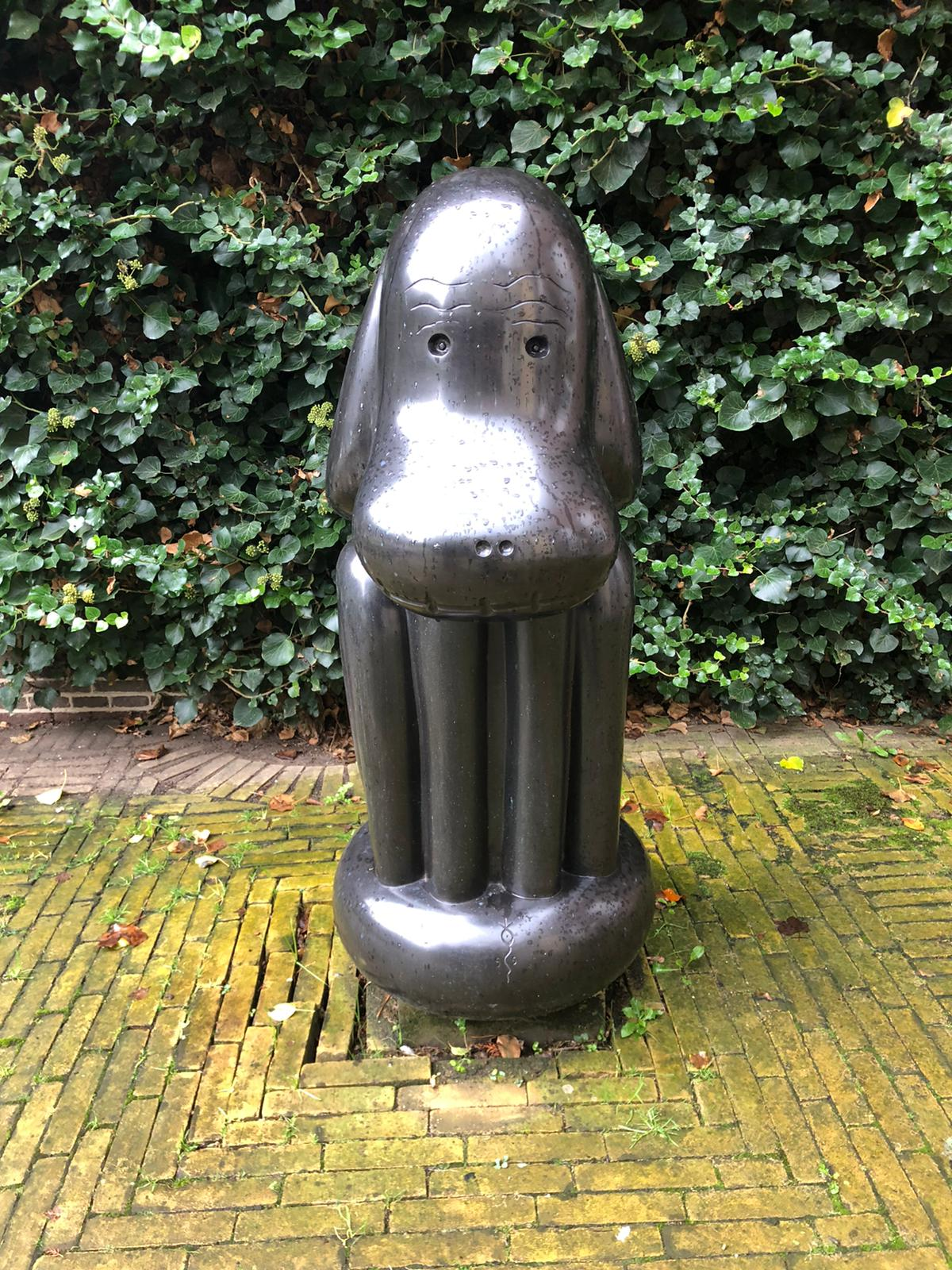
Pet of the year (1995)
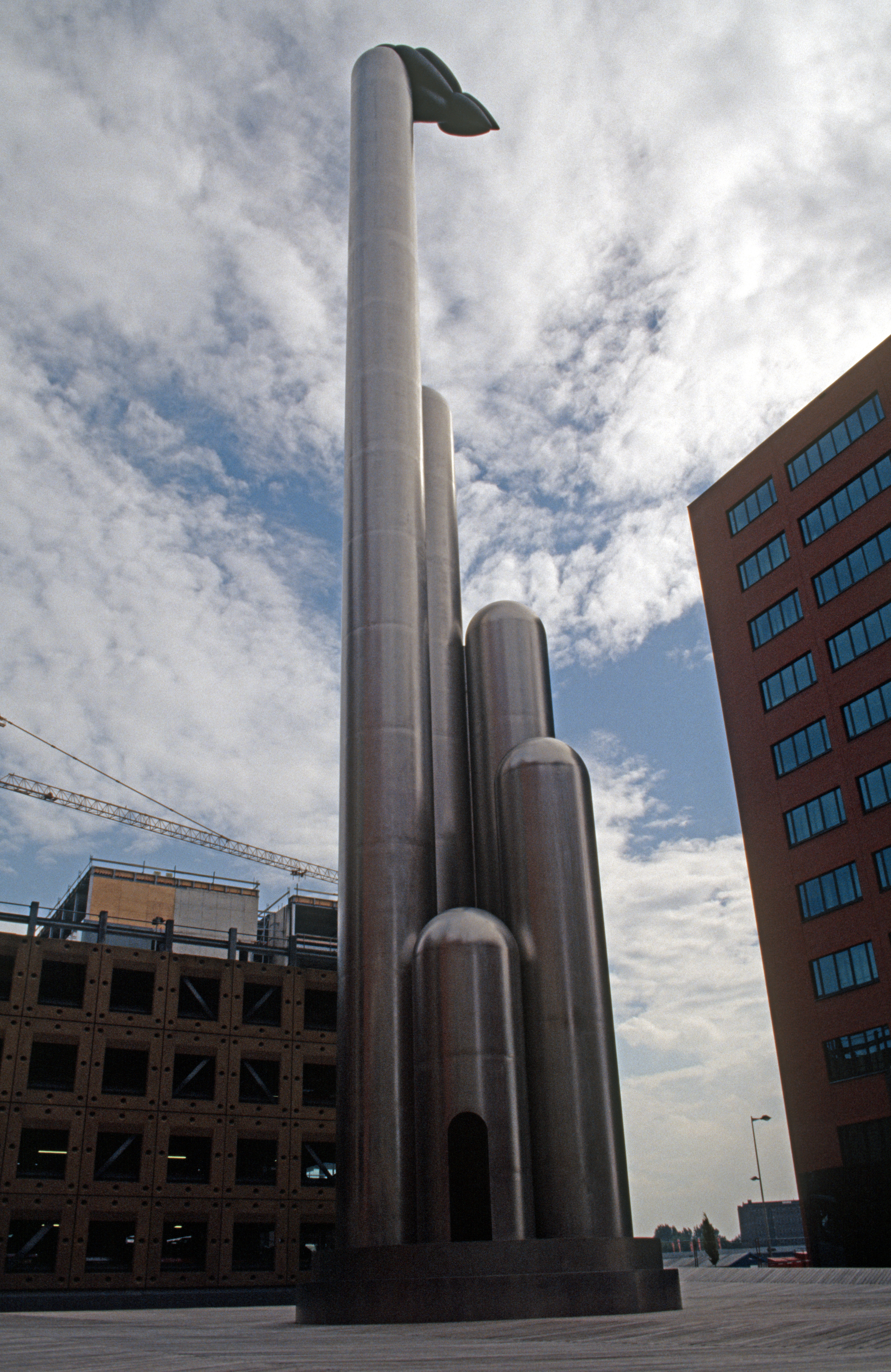
The Asylum (1996) Wilhelminahof Rotterdam
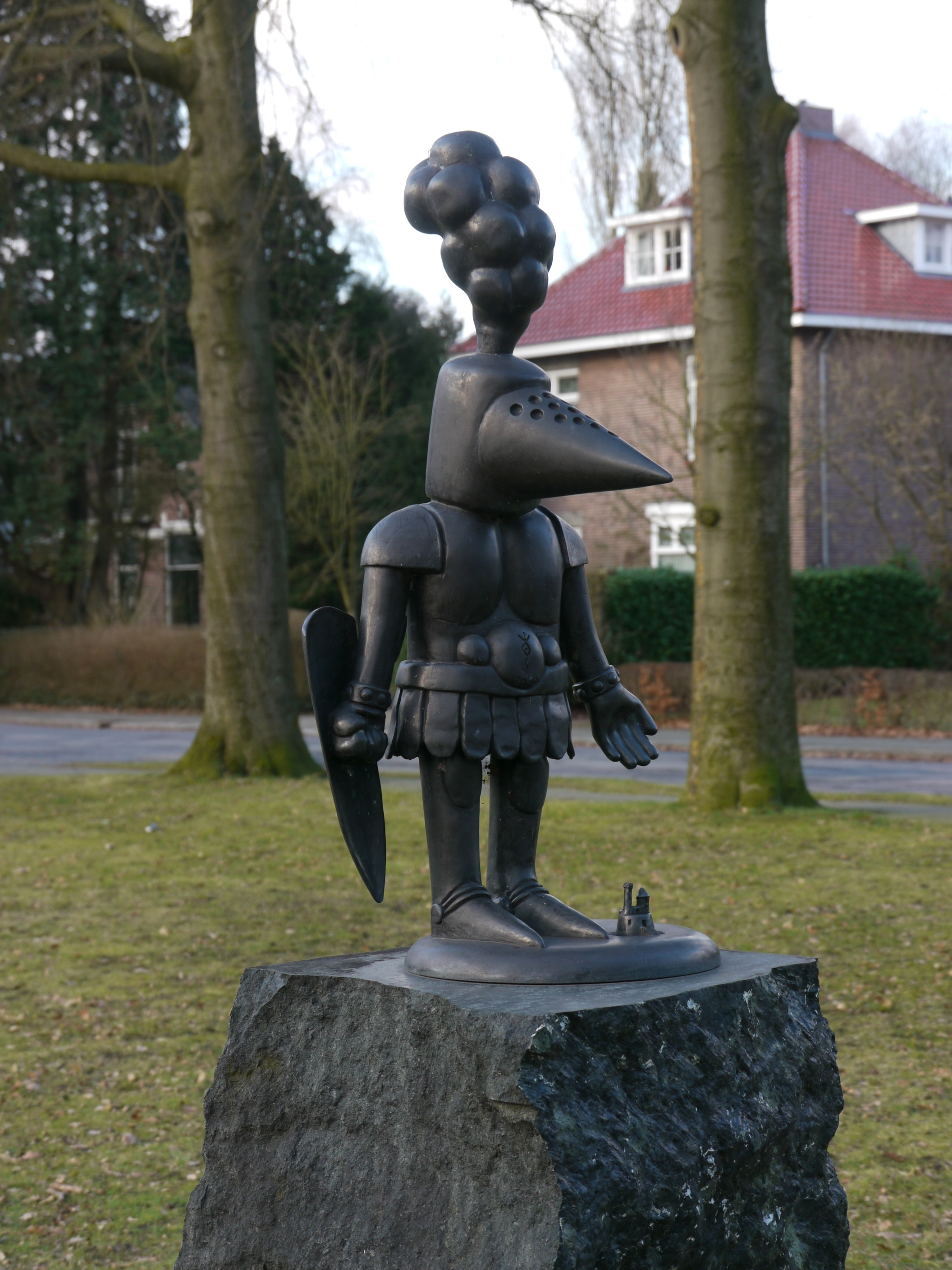
Een van de Vier mythische wachters (2001)
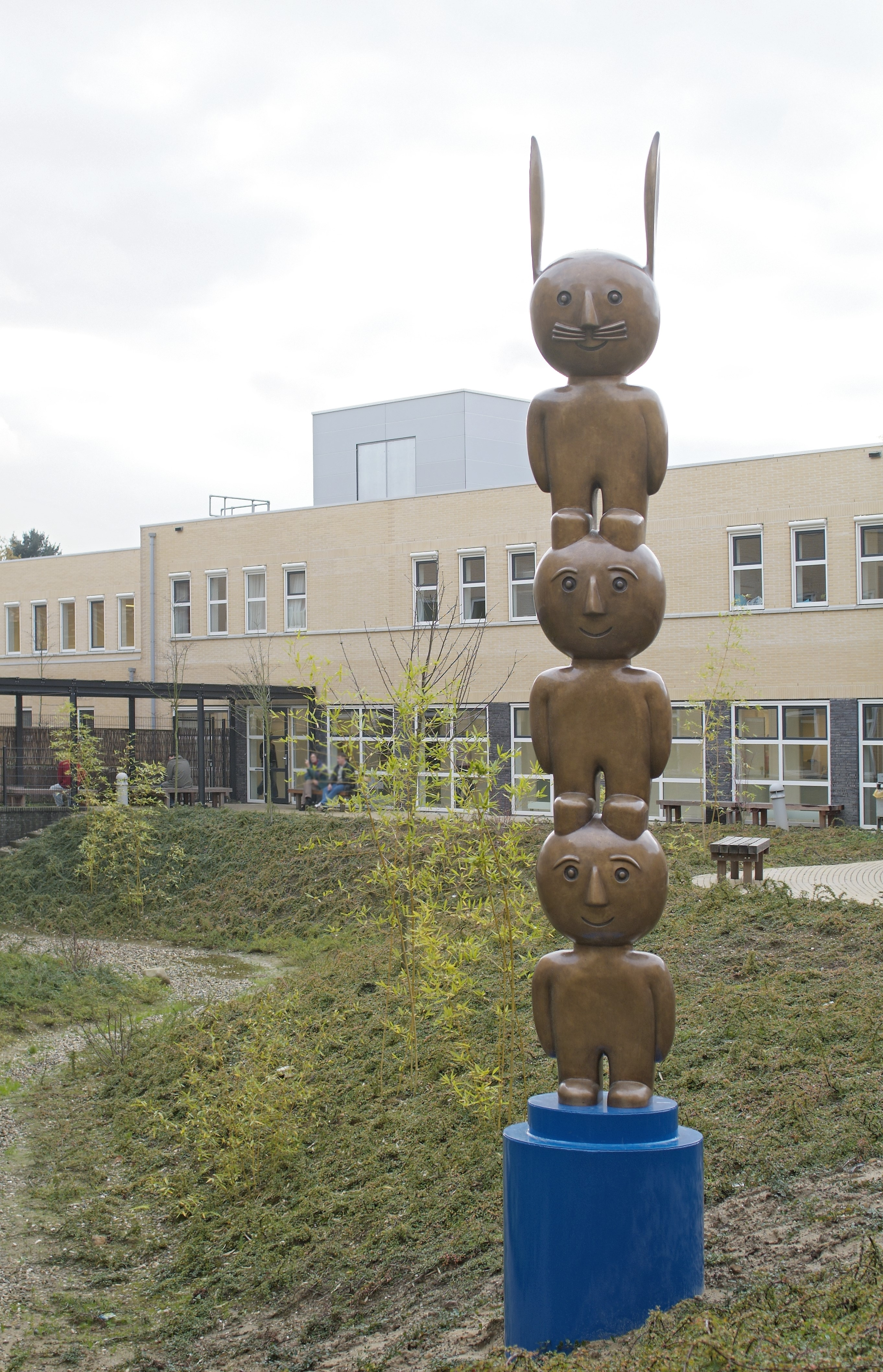
Donnie Darko (2006) Rembrandthof, Hilversum
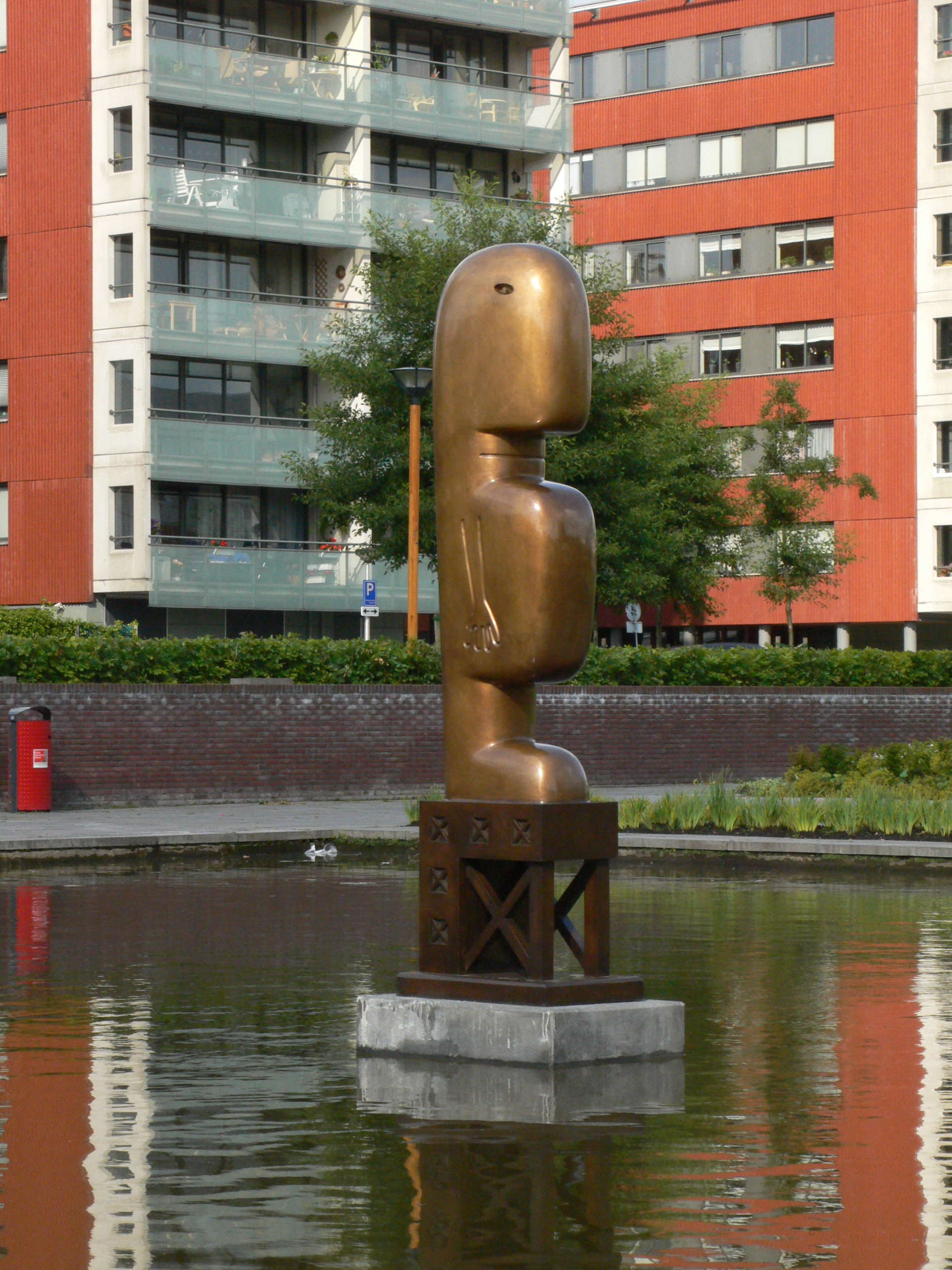
Monsieur Hulot (2006), Amstelveen
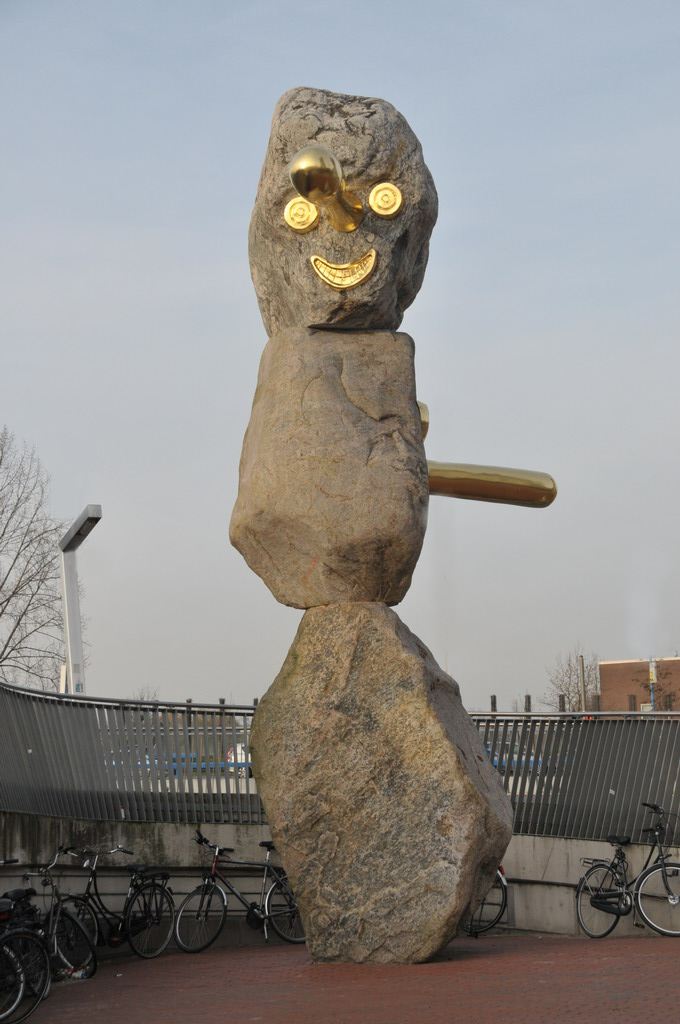
De aardappelmannetjes (2008) Centrum West Zoetermeer
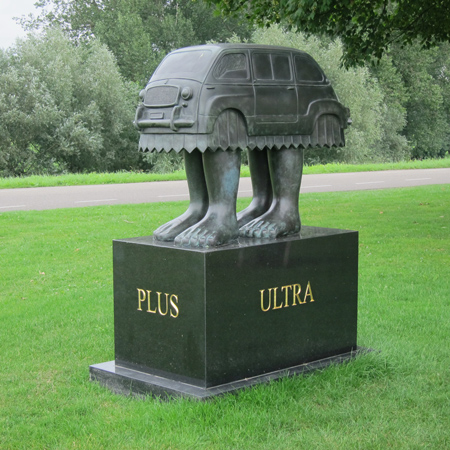
Non Plus Ultra (2012) Randwijk